# Belonolaimus gracilis
Espèce
Belonolaimus gracilis est une espèce de nématodes de la famille des Hoplolaimidae.